# Les invisibles (film 2012)
Les invisibles è un documentario francese diretto da Sébastien Lifshitz del 2012. È stato presentato tra le proiezioni speciali della selezione ufficiale alla 65ª edizione del Festival di Cannes. Ha vinto il premio per il miglior documentario ai César 2013 e l'Étoile d'or come miglior documentario francese del 2012.

## Tematica
La pellicola raccoglie la storia di undici uomini e donne omosessuali, nati in Francia a cavallo delle due guerre mondiali. Nelle interviste i protagonisti, ormai anziani e cresciuti in piccoli villaggi di provincia nella campagna francese, lontano dai grandi centri urbani, raccontano teneramente la scoperta di loro stessi, i rapporti con la società ed il loro vissuto sentimentale.

## Riconoscimenti
- 2013 - Premi César
  - Premio César per il miglior documentario
- 2012 - Paris Lesbian Film Festival
  - Miglior documentario
- 2012 - Étoile d'or
  - Miglior documentario francese